# Leucospis vanharteni
Leucospis vanharteni is een vliesvleugelig insect uit de familie Leucospidae. De wetenschappelijke naam is voor het eerst geldig gepubliceerd in 2010 door Schmid-Egger.